# Maximilien de Hesse-Cassel
Maximilien de Hesse-Cassel né le 28 mai 1689 à Marbourg et décédé le 8 mai 1753 à Cassel) est un membre de la maison de Hesse-Cassel et un général de l'armée du Saint-Empire romain germanique.

## Biographie
Maximilien est le neuvième fils de Charles Ier de Hesse-Cassel (1654–1730) et d'Amélie de Courlande (1653–1711), fille de Jacob Kettler, duc de Courlande.
En 1720 il épouse Frédérique-Charlotte de Hesse-Darmstadt (1698–1777), fille de Ernest-Louis de Hesse-Darmstadt (1667-1739). Le mariage doit symboliser l'union entre la Hesse-Cassel et la Hesse-Darmstadt. En 1723, le père de Maximilien lui donne le domaine de Jesberg, qui comprend Rocherode. A Jesberg, Maximilien construit le château baroque de Jesberg et le 'Prinzessingarten' pour ses filles. Il est un musicien passionné, avec un orchestre qui lui coûte cher et entraine des dettes.

## Enfants
1. Charles (30 septembre 1721 - 23 novembre 1722)
2. Ulrique-Frédérique de Hesse-Cassel (31 octobre 1722 - 28 février 1787) qui épouse en 1752 Frédéric-Auguste Ier d'Oldenbourg
3. Christine Charlotte (11 février 1725 - 4 juin 1782), abbesse de l' abbaye d'Herford
4. Maria (25 février 1726 - 14 mars 1727)
5. Wilhelmine de Hesse-Cassel (1726–1808) qui épouse en 1752 Henri de Prusse (1726-1802), frère cadet de Frédéric le Grand.
6. Élisabeth Sophie Louise (10 novembre 1730 - 4 février 1731)
7. Caroline Wilhelmine Sophie (10 mai 1732 - 22 mai 1759) qui épouse en 1753 Frédéric-Auguste d'Anhalt-Zerbst, frère de Catherine II.